# Making Dens
Making Dens est le 1er album de Mystery Jets, sorti le 6 mars 2006. Cet album a comme singles Alas Agnes, You can't fool me Dennis et Zoo Time (les deux derniers ont dû être réenregistrés). The Boy Who Ran Away est sorti comme single le 27 février 2006 tandis que Diamonds in the Dark est sorti comme EP le 4 septembre 2006. L'album a été produit par James Ellis Ford et les Mystery Jets chez 679 Recordings.

## Liste des titres
Toutes les chansons ont été écrites par Mystery Jets.
1. Intro – 0:43
2. You Can't Fool Me Dennis – 3:32
3. Purple Prose – 4:03
4. Soluble in Air – 3:12
5. The Boy Who Ran Away – 2:57
6. Summertime Den – 1:14
7. Horse Drawn Cart – 5:00
8. Zoo Time – 4:01
9. Little Bag of Hair – 5:20
10. Diamonds in the Dark – 3:57
11. Alas Agnes – 3:51
12. Making Dens – 6:48